# ハリド・シェイク・モハメド
ハリド・シェイク・モハメド（英:Khalid Sheikh Mohammed、アラビア語: خالد شيخ محمد ḫālid šaiḫ muḥammad、1964年3月1日 - ）は、クウェート生まれのイスラム原理主義活動家、テロリスト。アルカーイダの元幹部。
1999年からアルカーイダの対外宣伝を担当し、世界貿易センター爆破事件、ボジンカ計画、バリ島爆弾テロ事件などに関与、特に2001年のアメリカ同時多発テロ事件を立案、実行したことで知られる。

## 経歴
パキスタンのバローチスターン州出身の両親の元でクウェートで生まれた。
生年は1964年とされるが、1965年とする説もある。16歳でムスリム同胞団に参加、直後にパキスタンに移った。3歳年少の甥のラムジ・ユセフ（世界貿易センター爆破事件の主犯）も同じような境遇である。その後、勉学のためにアメリカに渡る。その際の幾つかの屈辱的な経験が、テロへと向わせた動機だとされる。
ノースカロライナ州の大学で機械工学の学位を取得すると、アフガニスタンに移った。同地では、兄弟たちとソビエト連邦のアフガニスタン侵攻にムジャーヒディーンとして参戦した。そこで当時アフマド・シャー・マスードに近かったアブドゥル・ラスル・サイヤフと知り合う。
1987年には発展途上国の支援をするアメリカの団体の資金援助を受けて、静岡県の建設機械メーカーで研修を受けるため、3ヶ月間日本に滞在している。アフガニスタンでのソ連との戦いの後は1992年まで電子機器の会社で働き、その後、ボスニア・ヘルツェゴビナ紛争にムスリム義勇兵として参加、その後、カタールの政府機関でエンジニアとして働いた。
その後、世界貿易センター爆破事件やボジンカ計画を立案。1994年からカタールの合板の輸出業者としてフィリピンに渡った。またサラエボにも赴き、ボスニア・ヘルツェゴビナの市民権を得ている。CIAの捕捉を恐れてパキスタンに戻り、ボジンカ計画の発覚後はカタールに移動、イエメン、マレーシア、ブラジルなどを工作活動で転々とし、スーダンでウサーマ・ビン・ラーディンと会っていることが確認されている。
アメリカ合衆国連邦政府からカタール政府に逮捕を要請されると、アフガニスタンに逃亡した。スーダンを追放されたビン・ラーディンも移り、彼の指導下に入っていった。チェチェン共和国に入ろうとするが果たせず、カンダハールに戻りアルカーイダの幹部に迎え入れられた。対外宣伝を担当し、特にジェマ・イスラミアと密な関係を築いた。

## アメリカ同時多発テロ事件

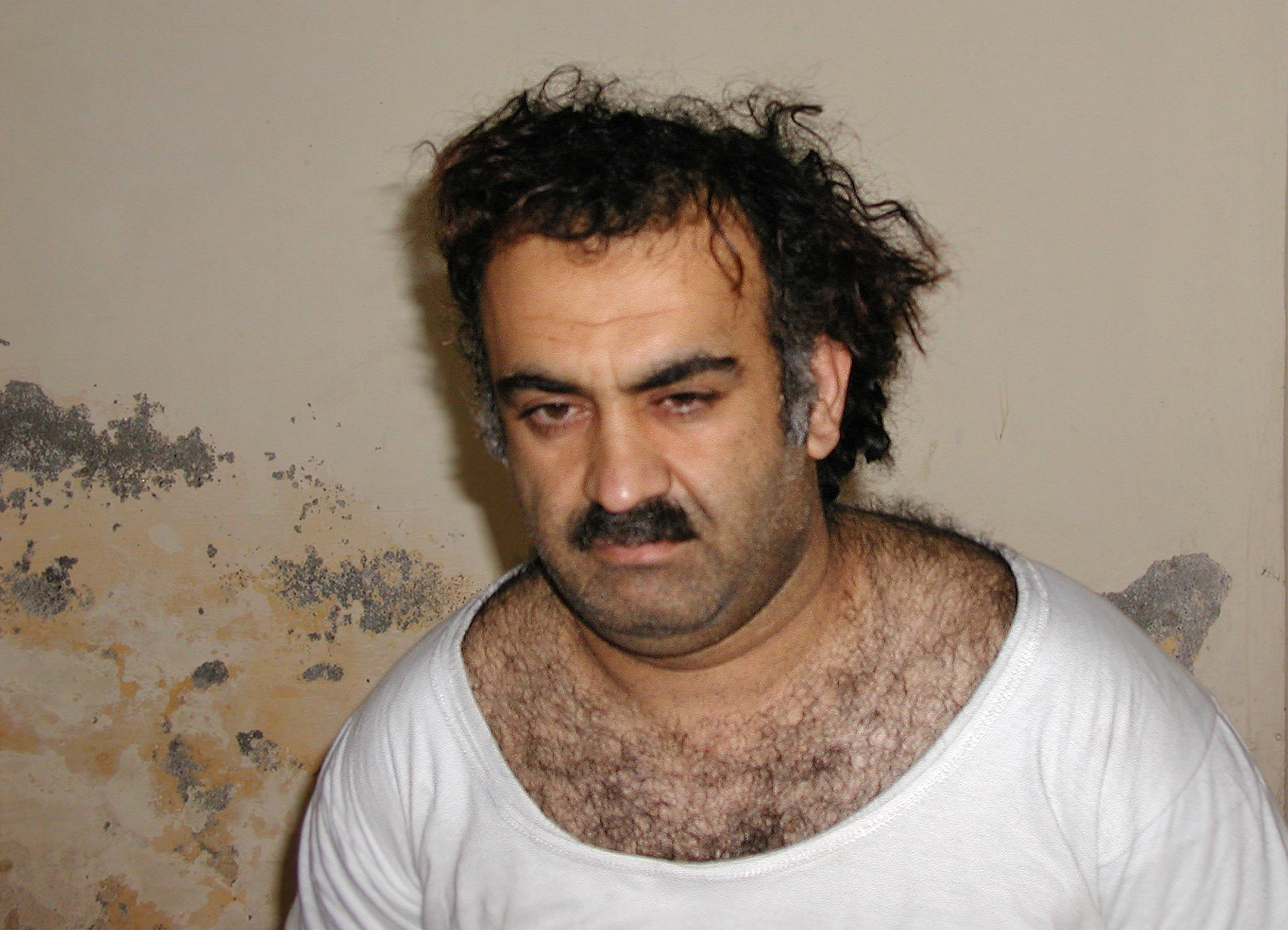
拘束後のモハメド

その後、ボジンカ計画のアメリカ国内版とも言える、国内の東西の地区で航空機を同時に爆破する計画をアルカーイダに提案、ビン・ラーディンは当初は関心を示さなかったが、1998年末にロサンゼルスなどを対象から除外した上で最終的に計画を承認した。
1999年の春から、ビン・ラーディンやアルカイダの軍事部門の指導者ムハンマド・アーティフが計画を練っていった。ビン・ラーディンは資金を提供し、作戦の実行責任者としてモハメド・アタを選出すると、モハメドは技術的な細部を担当した。
イスラエルのアリエル・シャロンが岩のドームの訪問を強行したことをきっかけにインティファーダが起こっていたことから、ビン・ラーディンは2000年中にテロをアメリカで起こすように急かされたという。
アメリカ同時多発テロ事件以後、FBIの指名手配となり、2003年3月、潜伏先のパキスタンのラーワルピンディーにて、CIAに支援されたパキスタン統合情報局（ISI）によって逮捕された。
2006年、グァンタナモ米軍基地に移送、収監された。2001年のアメリカ同時多発テロ事件の起案者とされ、2007年、これらの容疑を認めた。2008年、マイケル・ヘイデンCIA長官は、モハメドに対し、ウォーターボーディングによる水責め尋問を行ったことを認めた。2012年にグァンタナモ米軍基地の軍事法廷で他4名と共に裁判が開始されることが全米各紙で報道され、死刑を求刑する予定とも報じられていたが、最終的に2019年8月30日に、死刑を求刑する裁判は2021年1月11日に開廷されると決定した。2024年7月31日、米国防総省はモハメドら被告3人と司法取引が成立したと発表した。罪を認める代わりに死刑を免れ、終身刑になる見通し。8月2日、ロイド・オースティン国防長官はこの司法取引を破棄すると発表。

## その他
- アラビア語の発音の転写の違いによって、カリド・シィク・ムハンマド、カリド・シーク・ムハンマド、カリッド・シェイク・ムハメッドなどと表記されることもある。アラビア語表記を正確に転写すれば、ハーリド・シャイフ・ムハンマドと表記される。